# Овариасахи
Ова́риаса́хи (яп. 尾張旭市 Овариасахи-си) — город в Японии, расположенный в северной части префектуры Айти. Основан 1 декабря 1970 года путём предоставления посёлку Асахи статуса города и дальнейшего переименования в Овариасахи, чтобы избежать путаницы с городом Асахи в префектуре Тиба. В городе сохранились комплексы японских курганов и остатки древних поселений. Овариасахи — центр автомобилестроения.
Площадь города составляет 21,03 км², население — 81 820 человек (1 июня 2014), плотность населения — 3890,63 чел./км².